# Monogrammist BOS met het mes
Monogrammist BOS met het mes, ook Monogrammist HOS met het mes of Meester BOS met het mes, was een Zuid-Nederlands prentkunstenaar, actief in 's-Hertogenbosch eind 15e tot begin 16e eeuw.
Van de monogrammist BOS met het mes zijn enkele kwalitatief hoogstaande gravures bewaard gebleven. De naam ‘bos’ waarmee hij zijn prenten signeerde en de stijl waarin hij werkte wijzen op de stad 's-Hertogenbosch. Deze stad stond in de late middeleeuwen in heel Europa bekend om de hoge kwaliteit messen die er gemaakt werden. Sommige messen waren versierd met graveerwerk. Dit verklaart mogelijk het mes in de handtekening. Vermoedelijk was de monogrammist naast prentmaker ook graveur van messen.

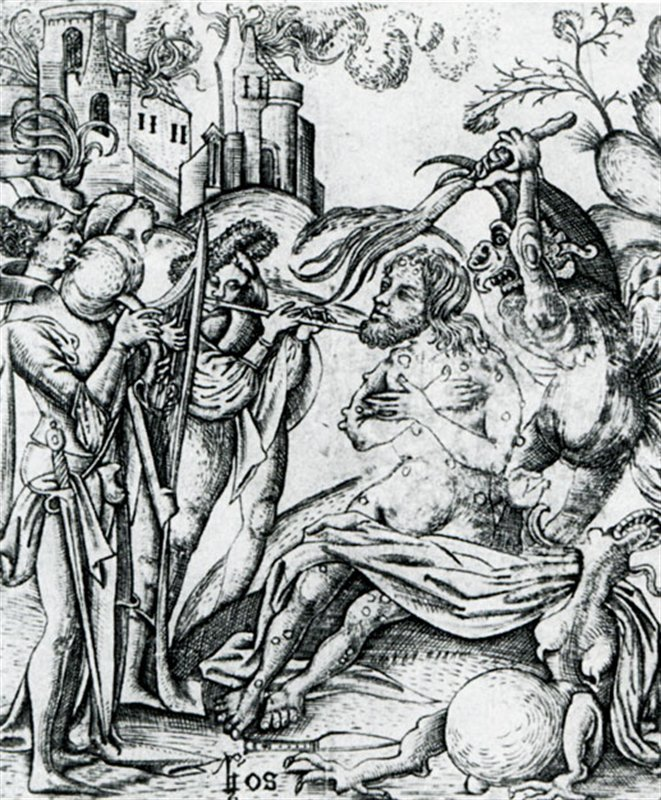
Monogrammist BOS met het mes. Job wordt getroost door muzikanten. 1500-1525. Oxford, Ashmolean Museum.

De precieze identiteit van de monogrammist is onbekend, maar volgens kunsthistoricus Jos Koldeweij gaat het vermoedelijk om Michiel van Gemert. Van Gemert ontving verschillende opdrachten van de Illustre Lieve Vrouwe Broederschap. In 1503 vestigde hij zich in 's-Hertogenbosch, waar hij lid werd van het gilde van Bossche edelsmeden zonder, echter, de verplichte leerperiode doorlopen te hebben. Mogelijk kreeg hij vrijstelling hiervoor omdat hij als graveur zijn sporen al had verdiend. In sommige rekeningen is sprake van tekeningen die hij liet drukken.
Het werk van de monogrammist is ontleend aan dat van Albrecht Dürer – zijn prent van de heilige Sebastiaan is een getrouwe kopie van een gravure van Dürer uit omstreeks 1499 – en van Martin Schongauer. Ook zijn stadsgenoot Jheronimus Bosch was beïnvloed door Schongauer. Ook is het werk van de monogrammist verwant aan dat van de Bossche kunstenaar Alaert du Hamel.